# 俞誨
俞誨（1565年—1629年），字忠伯，號淳初，福建興化府莆田縣人，明朝政治人物。

## 生平
三月十一日生。萬曆二十五年（1597年）丁酉科福建鄉試第十名舉人，二十九年（1599年）辛丑科三甲二百十八名進士，户部觀政，三十年授江西新喻縣知縣，廉靜慈惠，嘗閱南灘水勢背郭，形勝非宜，乃鑿引秀水抱城東下，呼為俞公河。在任凡九載，民被其澤。三十七年入為戶部主事，三十八年考选，擢雲南道御史，巡视光禄寺，疏劾江西税监李道纵役剥商，釀盗起衅状，乞正法，复请瑞王之藩及二王婚封不当逾期；东宫讲学不当久辍，语甚剀切。四十二年巡视十庫、节慎库，差巡按广西，议镇土州，省邮符，诛交酋，纠强宗党羽，西陲以宁。泰昌元年（1620年）升湖廣鄖陽道左參政，天啟二年（1622年）正月升江西按察使、分守南昌道，三年（1623年）閏十月升陝西右布政使，五年（1625年）十月升湖廣左布政使。當時魏忠賢勢力正盛，誦德者醵金立生祠，俞誨嚴肅拒絕，幾遭不測。崇禎元年（1628年）七月升南京太僕寺卿，二年丁憂。

## 家族
曾祖俞翰，庠生。祖父俞遵。父俞康。